# Otovice (kraj karlowarski)
Otovice – wieś i gmina w Czechach, w powiecie Karlowe Wary, w kraju karlowarski. Według danych z dnia 1 stycznia 2013 liczyła 665 mieszkańców.